# TVK - Trévelo & Viger-Kohler
 (décembre 2018).
TVK (Trévelo & Viger-Kohler) est une agence d’architecture et d'urbanisme française, créée à Paris en 2003.

## Description
TVK représente les initiales des deux associés : Pierre Alain Trévelo et Antoine Viger-Kohler, tous deux nés en 1973, formés à Paris (École d'architecture de la ville et des territoires à Marne-la-Vallée) et à Harvard Graduate School of Design. Membres du conseil scientifique de l’Atelier international du Grand Paris depuis 2012, l’agence est notamment connue pour avoir réaménagé la Place de la République à Paris en 2013 et construit le Pavillon Fluctuat Nec Mergitur.
Ils sont les membres fondateurs du groupe Tomato architectes qui a réalisé l’ouvrage « Paris, La Ville du Périphérique » (Éditions du Moniteur, 2003). Pierre Alain Trévelo et Antoine Viger-Kohler ont ensuite été les auteurs de « No Limit, Étude prospective de l’insertion urbaine du périphérique de Paris » (Éditions du Pavillon de l’Arsenal, 2008). TVK réalise aussi des projets éditoriaux auto-édités comme l’ouvrage « Système Ouvert, les nouveaux mondes du Grand Paris » pour l’Atelier International du Grand Paris ou la collection monographique T∀KE.